# Országos Mozgóképvizsgáló Bizottság
Országos Mozgóképvizsgáló Bizottság (O.M.B.) 1918–1945 között működő hivatalos szervezet, a nyilvános filmvetítések szabályozására. A köznyelvben, mint Filmcenzúra-bizottság volt ismeretes.

## Megalakulása
A filmipar fejlődésével, egyre több olyan film jelent meg a piacon, amely kapcsán felmerült a szabályozás kérdése. Az Osztrák-Magyar Monarchia idején a szórakoztató iparra vonatkozó engedélyek kiadására az akkori belügyminisztérium vonatkozó alosztálya adott ki engedélyeket. Magyarországon 1918-ban született meg a szabályozás, a belügyminiszter 44965 / 1918 / rendelet 2. paragrafusa alapján, és e rendelet alapján megalakították a Országos Mozgóképvizsgáló Bizottságot. A rendelet 1918. július 1-jén lépett életbe. A bizottság azonban a háború befejezése körüli nehéz időszakban tényleges működést nem fejtett ki. Működésének elindulására 1920-ban került sor, amely induláshoz egy újabb belügyminiszteri rendelet megalkotására volt szükség, mert a béke szerződés új helyzetet teremtett, s minden korábbi intézkedést hatályon kívül helyezett, így ezt a film szabályozás kérdését is. A belügyminiszter 5123 / 1920 sz rendelete mondta ki a szervezet felállását, s határozta meg feladatkörét is.
A rendelet értelmében "Magyarország területén, csak olyan filmek mutathatók be, amelyeket az Országos Mozgóképvizsgáló Bizottság előzetesen megvizsgált, nyilvános előadásra alkalmasnak talált, és erről egy a filmre vonatkozó engedély okiratot kiállított".
A bizottság kiemelt feladata volt, hogy a kiadott engedély okiraton félreérthetetlenül kellett feltüntetni, hogy az adott film valóban alkalmas a nyilvános előadásra, és meg kellett határozni, hogy melyik kor besorolásúnak ítélte meg a filmet. A Filmek kapcsán a bizottság ekkoriban két korosztály besorolást különböztetett meg, úgy mint a 16 év alatti személyek részére a film előadásra alkalmatlan, és úgy mint korhatár nélkül megtekinthető. 1924-ben 255.000/1924. sz. belügyminiszteri rendelet értelmében a 16 éves korosztály határt felemelték 18-ra.

## Szervezeti felépítése
Országos Mozgóképvizsgáló Bizottság tagságában, különböző intézmények gyakorolták a felügyeleti jogokat egy-egy delegált képviselőjük által. A működésben részt vett delegáltjai révén a belügy-, a honvédelmi, igazságügyi, a kereskedelmi, a vallás- és közoktatásügyi minisztérium, Budapest Székesfőváros Tanácsa, az Országos Gyermekvédő Liga, a Magyarországi Nőegyletek Szövetsége, a budapesti Magyar Királyi Államrendőrség, az Országos Magyar Mozgóképipari Egyesület, valamint a Mozgófénykép Gyári Szövetség.
Országos Mozgóképvizsgáló Bizottság hivatali helyiségei a fővárosban voltak, a Rákóczi út 21. szám alatt.
A filmcenzúra-bizottság elnöke kezdetben Horváth Elek (1922) miniszteri tanácsos volt, alelnökök Kőszeghy Sándor helyettes államtitkár, báró Perényi Zsigmond egykori belügyminiszter, Pekáry Ferenc, nyugalmazott miniszteri tanácsos voltak. A bizottság titkára: Radnóthy Géza volt, míg a jegyzői feladatokat dr Benes Zoltán miniszteri fogalmazó, és Folyovich József miniszteri titkár látták el.

## Működése
Működésének 25 éve során, szinte állandósultak a viták az egyes döntések körül. A bizottság mind a hazai gyártású, mind a behozott filmek forgalomba kerüléséről döntött. Leginkább az erotikus tartalmakat, illetve a rémdrámák közül a "legrémesebb borzalmakat", a "minden eddigi szörnyűséget felülmúló" filmek forgalomba kerülését korlátozták. A bizottság határozatok útján egyszer már forgalmazásra engedett filmek engedély-visszavonásáról is döntött számos esetben, főképp amikor delegált testületek valamelyike utólag kifogást emelt egy-egy film forgalomba hozatala miatt.
1935-től fogva az oktatófilmek előzetes bevizsgálását is a bizottság hatáskörébe tartozónak rendelték. Belügyminiszteri rendeletre az 1936-os évtől a Magyarországon bemutatott összes filmek 20%-os magyar gyártásáról rendelkezett a bizottság, s ezzel egyidejűleg bevezették a cenzúrajegyet a hazai gyártású filmek támogatására.
Működését a harmincas évek közepétől áthatotta erősen a politikum. Különösen 1938-tól amikortól az Imrédy-kormány sajtóbiztosa Kolosváry-Borcsa Mihály lett, aki sajtófőnökként biztosai révén az Országos Mozgóképvizsgáló Bizottság működését "összehangolta" a német propagandagépezettel. 1939-ben a hazai gyártású filmek forgatásának megkezdése előtt már, a forgatókönyveket is az a közben létrehozott másik cenzúra intézmény az Országos Nemzeti Filmbizottságnak kellett bemutatni, s az ő jóváhagyásukkal lehetett csak fordulni forgalmazási engedélyért az Országos Mozgóképvizsgáló Bizottsághoz. 1944-ben megszüntetik az Országos Nemzeti Filmbizottságot, és az Országos Mozgóképvizsgáló Bizottság működését, és szervezeti felépítését is jelentősen átalakították, alapvetően a Vallási- és Közoktatási Miniszter közvetlen hatásköre alá rendelték.

## Utóélete
Filmcenzúra működött a szocialista korszak magyar filmgyártásában, mind a filmek forgalomba hozatala során, annak ellenére is, hogy hivatalosan ilyen intézmény nem volt. A filmcenzúra akkori megközelítésben a "egyes kapitalista országokban működő szerv"-ként meghatározott fogalom volt. Magyarországon a korosztályi besorolás meghatározásáért a létrehozott Filmfőigazgatóság volt felelős 1990-ig. A hazai filmek bemutatása felől a Művelődési Minisztérium Filmművészeti főosztálya döntött, míg a Filmátvételi Bizottság volt az a hivatalos szerv 1990-ig, amelyik döntött a külföldi filmek megvásárlása, bemutatása felől, lényegében ezeken a szerveken keresztül "befolyásolták" a hazai ízlést, hol esztétikai, hol vitatható szakmai döntések során, hol politikai okból.